# Marulbach
Der Marulbach, auch Lasanggabach genannt, im Oberlauf Laguzbach, ist ein 13 km langer Gebirgsbach im österreichischen Bundesland Vorarlberg und ein linker Zufluss zur Lutz im Großen Walsertal. Sein Einzugsgebiet ist 40,29 km2 groß.

## Geographie

### Verlauf
Die Quelle befindet sich an der Westflanke der Roten Wand auf 1943 m Höhe, am Ende des Schutthangs. Der Laguzbach durchfließt die Obere Lauzalpe, deren Gebäude liegt bei Gewässerkilometer 12,3 auf 1850 m Höhe. Das Alpdorf Laguzalpe mit 15 Häusern und einer im Sommer bewirtschafteten Hütte liegt bei Gewässerkilometer 10,8 auf 1585 m Höhe. Bis hier her fährt ein Wanderbus von Mitte Juni bis Mitte September. Der Bach ist auf dieser Höhe noch ein Rinnsal. Bei Gewässerkilometer 9,0 beginnt eine Wald- und Felsenschlucht, die bis zur Mündung immer tiefer wird. Bei Gewässerkilometer 7,77 mündet von links der Faludrigabach, ab da heißt der Bach Marulbach. 
Zwischen Gewässerkilometer 4,75 und 4,35 liegt linksseitig der gewaltige Schuttkegel der Rüfi, einer Geländefurche mit Hangschutt, ein km lang, 80 bis 400 m breit und mit einem Höhenunterschied von 560 m. Rechtsseitig ist eine kleine Felswand und oberhalb die Maruler Parzelle Hof.
Bei Gewässerkilometer 4,17 mündet der Schreierbach oder Elsbach von links, das Tal heißt Elstal und endet mit einer Schlucht.
Die Raggaler Ortschaft Marul liegt bei Gewässerkilometer 2,8 rechtsseitig auf  einer Terrasse in etwa auf 980 m Höhe und damit etwa 130 m höher als das Bachbett.
Bei Gewässerkilometer 1,77 quert die einzige Brücke für den öffentlichen Verkehr den Marulbach, die Brücke bildet einen weiten Bogen und wird Talübergang Marul genannt.
Bei Gewässerkilometer 1,27 steht noch eine alte überdachte Holzbrücke namens Lasanggabrücke, die seit 2015 unter Denkmalschutz steht. Die ist für Wanderer zugelassen. Die Schlucht in diesem Bereich wird Enge oder Maruler Enge genannt.
Das Zentrum von Raggal liegt auf einer Terrasse linksseitig auf rund 1000 m Höhe. Die Terrasse ist im Winkel zwischen Marulbach und Lutz und liegt rund 300 m höher als die Mündung des Marulbachs.
Der Marulbach mündet in die Lutz, die an dieser Stelle aufgestaut ist, der Stausee ist der Speicher Raggal.

### Einzugsgebiet
Das Einzugsgebiet liegt großteils im Gemeindegebiet von Raggal, nur das Elstal gehört zu Nüziders. Das Einzugsgebiet wird umgrenzt entlang der Linie von Norden im Uhrzeigersinn Guggernülli, Kellaspitze, Breithorn, Gronggenkopf, Sättele, Madratsch, Rote Wand, Formarin-Rothorn, Lange Furka, Formarin Schafberg, Pitschiköpfe, Weißes Rössle, Gamsfreiheit, Stierkopf, Eisspitze, Breithorn, Tiefenseesattel, Hoher Fraßen und dem Ortskern von Raggal.

### Zuflüsse
Benannte  Zuflüsse nach dem Vorarlberg Atlas von der Quelle zur Mündung
- Trübbach (rechts), 0,35 km
- Faludrigabach (links), 4,4 km: Faludrigaalpe
- Chalterbrunna (rechts), 0,35 km
- Kästobel (rechts), 0,8 km
- Garfüllarunsen (rechts), 0,55 km
- Garfüllarunsen 1 (rechts), 0,65 km
- Garfüllatöbele (rechts), 0,45 km
- Engeltobel (rechts), 0,35 km
- Schreierbach, Elsbach (links), 3,0 km: Elstal, Alpe Els
- Rucheggatöbele (rechts), 1,5 km: Marul
- Walimahdtobel (links), 0,7 km
- Walimahdzug (links), 0,28 km
- Guggaschuhtöbile (links), 0,7 km
- Weißfluhtobel (links), 0,65 km
- Reutetöbile (rechts), 0,75 km: Marul
- Flatschatobel (links), 1 km
- Studatöbili (links), 0,5 km
- Sägatobel (links), 1,7 km: Gemeindezentrum Raggal[1]

## Galerie

Der Marulbach und Umgebung
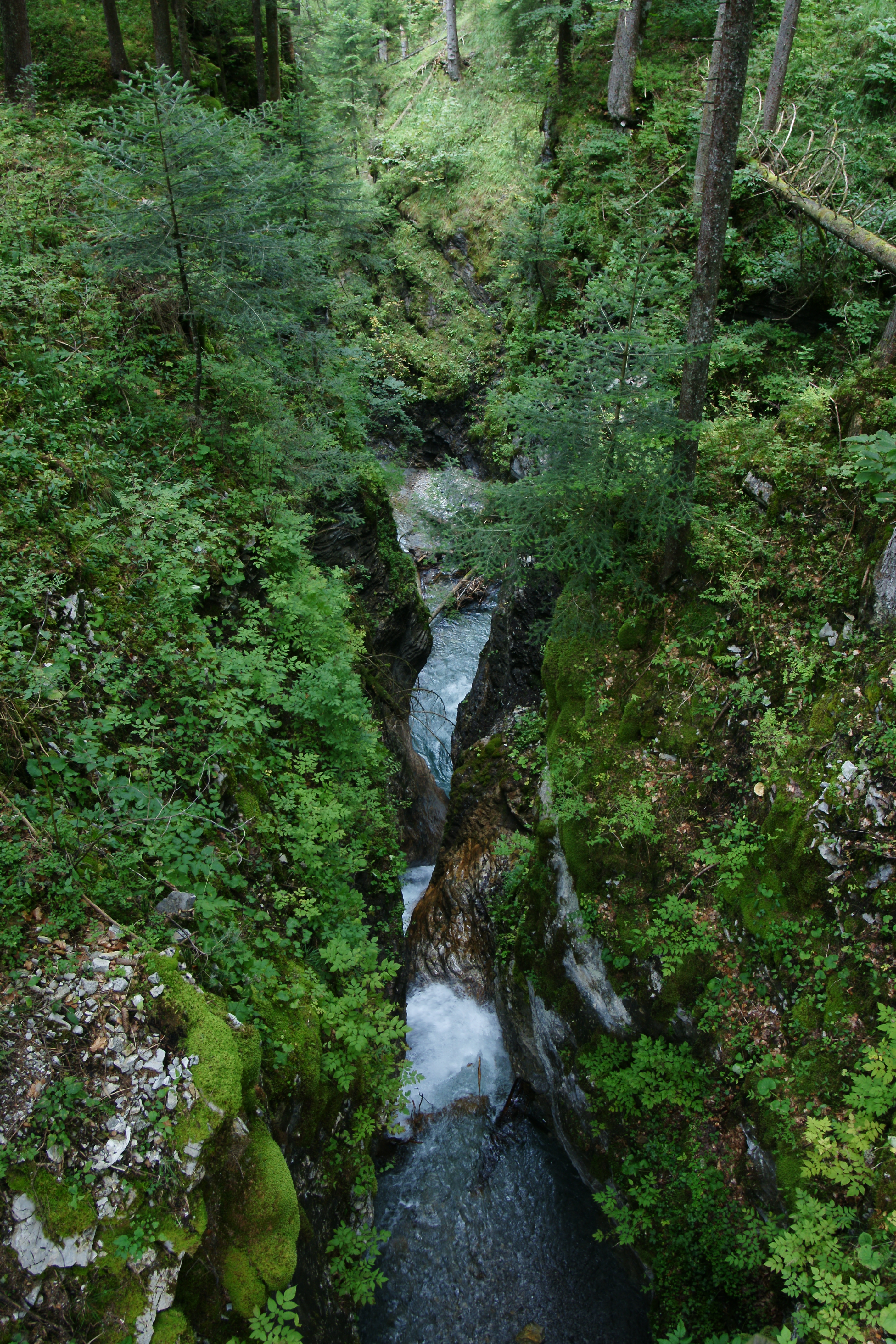
Maruler Enge
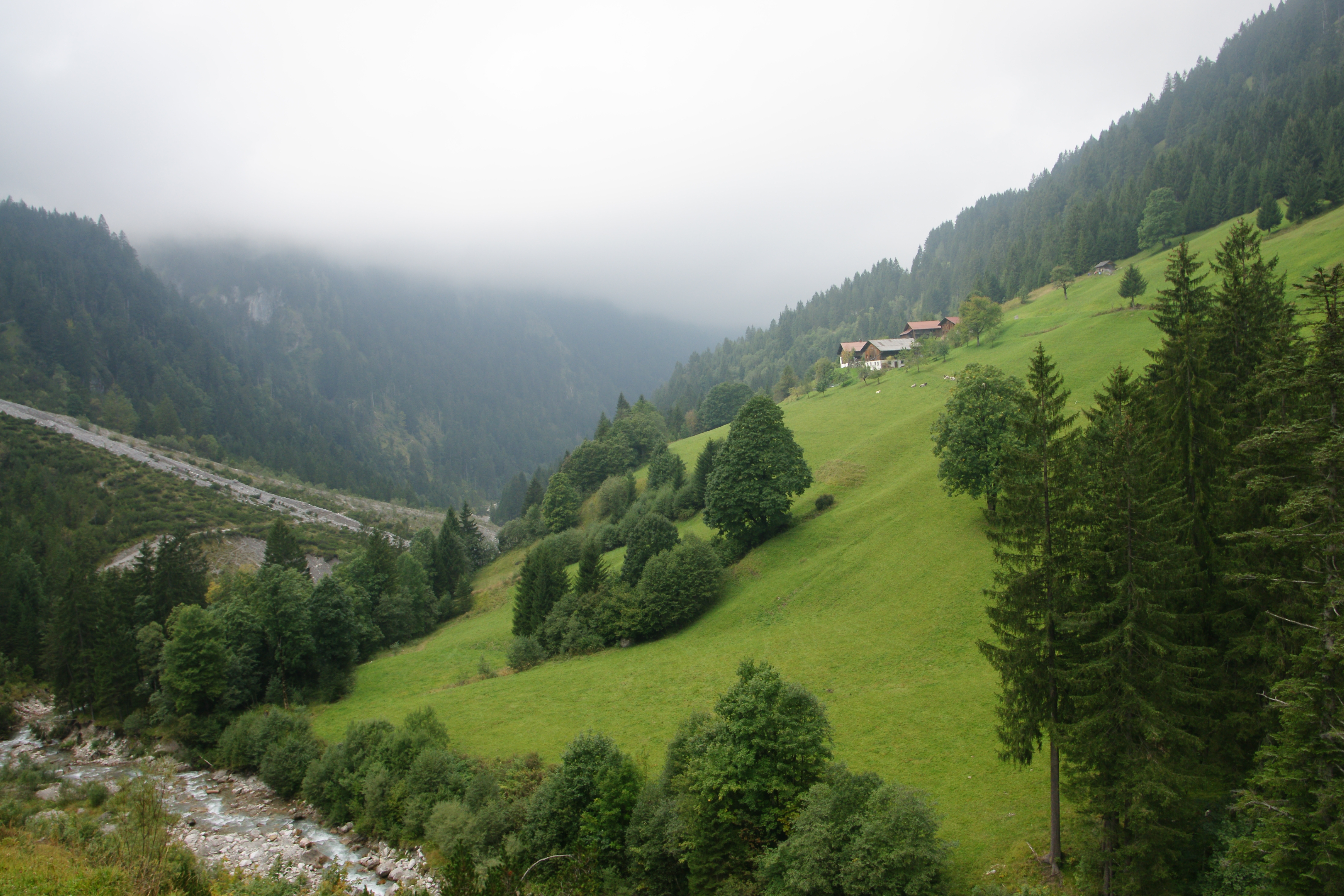
Lasanggabach im Bereich der Maruler Parzelle Hof
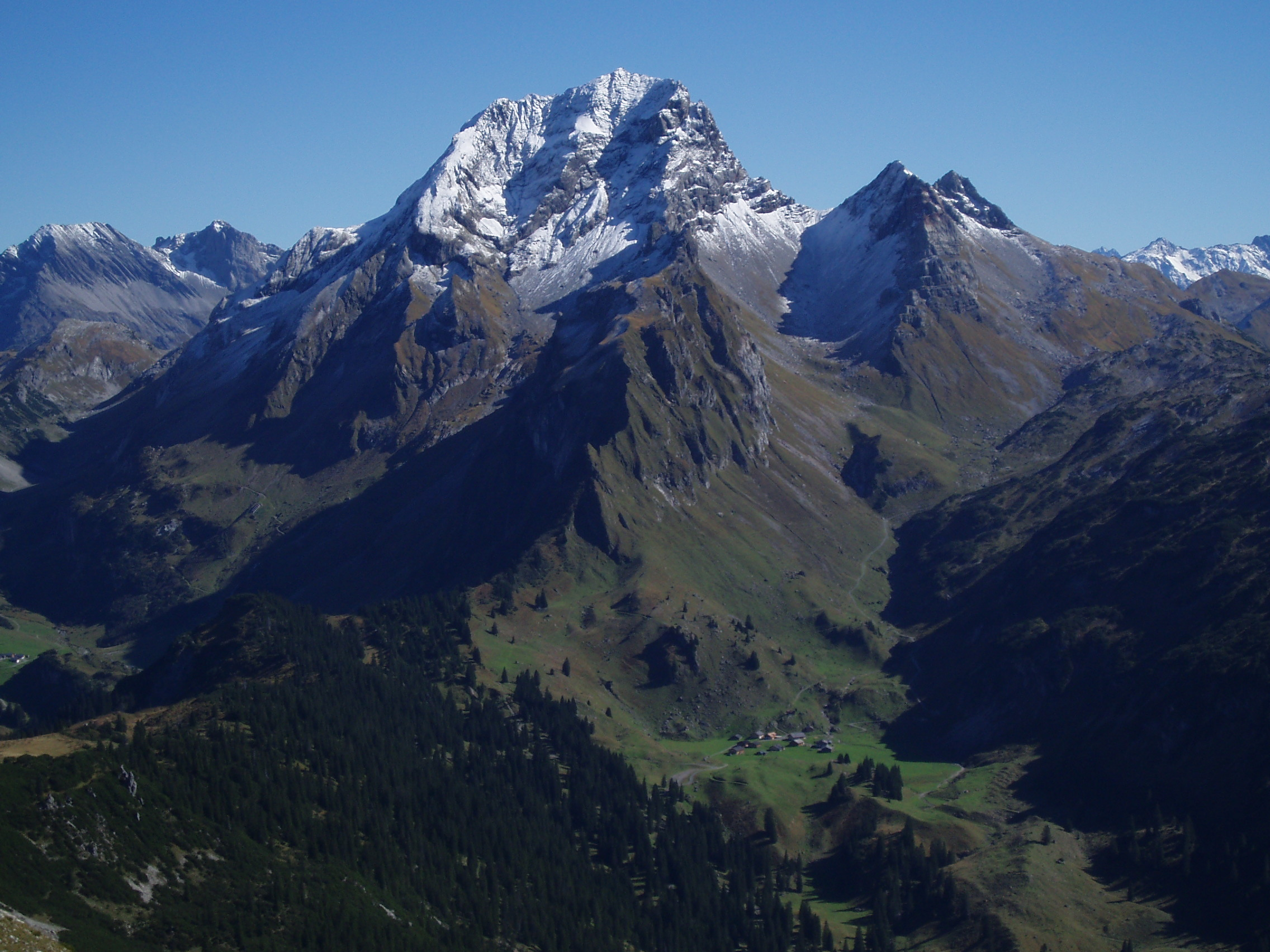
Rote Wand, rechts das hinterste Laguztal, Quellgebiet des Laguzbachs/Marulbachs
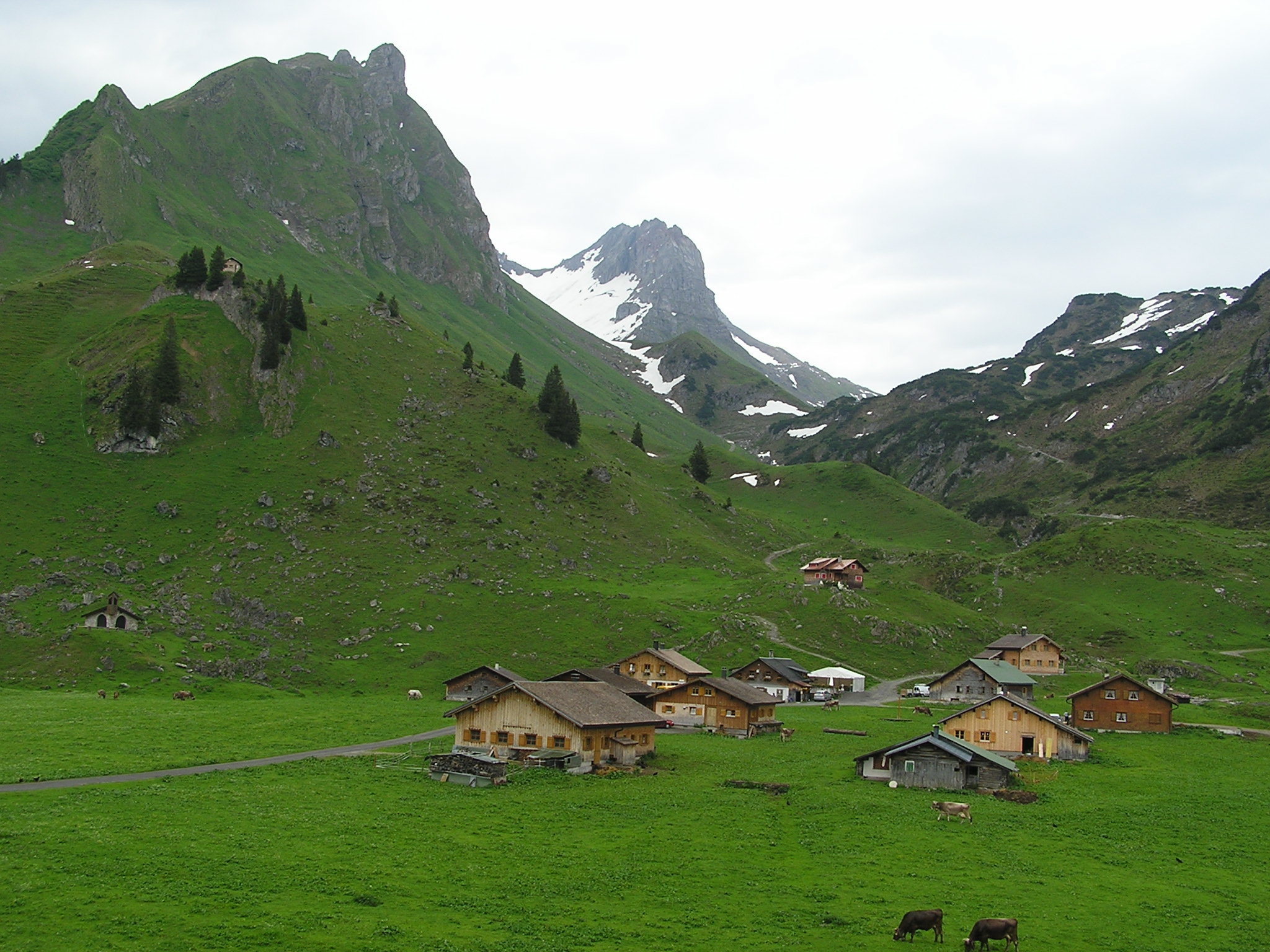
Alpe Laguz, rechts der Laguzbach